# Barış
Barış ist ein türkischer männlicher Vorname sowie Familienname mit der Bedeutung „der Friede“, „die Eintracht“ oder „die Versöhnung“.

## Namensträger

### Männlicher Vorname
- Barış Akarsu (1979–2007), türkischer Rockmusiker und Schauspieler
- Barış Ataş (* 1987), türkischer Fußballspieler
- Barış Atik (* 1995), türkisch-deutscher Fußballspieler
- Barış Bağcılar (* 1990), türkischer Eishockeyspieler
- Barış Bakır (* 1984), türkischer Fußballspieler
- Barış Başdaş (* 1990), deutsch-türkischer Fußballspieler
- Barış Coşkun (* 1984), türkischer Eishockeyspieler
- Barış Demirci (* 1986), türkischer Skispringer
- Barış Durmaz (* 1981), türkischer Fußballspieler
- Barış Ekincier (* 1999), deutsch-aserbaidschanisch-türkischer Fußballspieler
- Barış Manço (1943–1999), türkischer Sänger, Komponist und Fernsehproduzent
- Barış Memiş (* 1990), türkischer Fußballspieler
- Barış Odabaş (* 1991), deutsch-türkischer Fußballspieler
- Barış Örücü (* 1992), deutsch-türkischer Fußballspieler
- Barış Özbek (* 1986), deutscher Fußballspieler türkischer Herkunft
- Barış Şimşek (* 1976), türkischer Fußballschiedsrichter
- Barış Türkmen (* 1993), türkischer Fußballspieler
- Barış Uçele (* 1987), türkischer Eishockeytorwart
- Barış Uygur (* 1978), türkischer Schriftsteller, Journalist und Drehbuchautor
- Barış Murat Yağcı (* 1991), türkischer Schauspieler und Model
- Barış Yardımcı (* 1992), türkischer Fußballspieler

### Familienname
- Deniz Barış (* 1977), türkischer Fußballspieler
- Hakan Barış (* 1994), deutsch-türkischer Fußballspieler
- Ömer Aysan Barış (* 1982), türkischer Fußballspieler

## Weiteres
- Barış ve Demokrasi Partisi, türkische politische Partei
- Türkiye Barış Meclisi, türkischer politischer Verein